# Піщанка (Полтавський район)
Піща́нка — село в Україні, у Зіньківській міській громаді Полтавського району Полтавської області. Населення становить 56 осіб. До 2020 орган місцевого самоврядування — Дейкалівська сільська рада.

## Географія
Село Піщанка знаходиться в місці злиття річок Грунь та Мужева Долина, на протилежному березі річки Грунь - село Дейкалівка. До села примикає великий лісовий масив (сосна).

## Населення

### Мова
Розподіл населення за рідною мовою за даними перепису 2001 року:
| Мова       | Кількість | Відсоток |
| ---------- | --------- | -------- |
| українська | 56        | 100%     |

## Історія
У Національній книзі пам'яті жертв Голодомору 1932—1933 років в Україні перелічено 46 жителів села, що загинули від голоду.
12 червня 2020 року, відповідно до розпорядження Кабінету Міністрів України № 721-р «Про визначення адміністративних центрів та затвердження територій територіальних громад Полтавської області», село увійшло до складу Зіньківської міської громади.
19 липня 2020 року, в результаті адміністративно - територіальної реформи та ліквідації Зіньківського району, село увійшло до складу новоутвореного Полтавського району Полтавської області.